# Mount Aldrich
Mount Aldrich är ett berg i Antarktis. Det ligger i Östantarktis. Australien gör anspråk på området. Toppen på Mount Aldrich är 3 054 meter över havet.
Terrängen runt Mount Aldrich är bergig åt sydost, men åt nordväst är den kuperad. Trakten är obefolkad. Det finns inga samhällen i närheten. 